# Krzysztof Hilary Szembek
Krzysztof Hilary Szembek (* 1722 in Biały, Polen-Litauen; † 1797 in Krakau, Österreich) war ein polnischer Bischof, Kanoniker, Richter, Nuntius in Vertretung und Schriftsteller der Aufklärung. Seine Familie entstammte der Wappengemeinschaft Szembek.

## Leben
Szembek entstammte einer polnischen Magnatenfamilie mit Wurzeln in der Altmark. Seine Karriere verdankte er der Förderung durch seinen Onkel, den polnisch-litauischen Primas Krzysztof Antoni Szembek. Um 1740 trat er in das Seminar des Warschauer Lazaristenordens ein. Seine Studien setzte er an der Academia Nobilium Ecclesiasticorum in Rom fort. 1748 wurde er Kanoniker in Gnesen. Im nächsten Jahr wurde er als abgeordneter Richter zum Krontribunal nach Piotrków Trybunalski entstand. Der polnisch-litauische König August III. berief ihn als Erzieher seiner jüngeren Söhne Albert Kasimir von Sachsen-Teschen und Clemens Wenzeslaus von Sachsen. 1759 machte ihn der König zum Erzdiakon der Warschauer Johanneskathedrale. 1768 wurde er von Papst Clemens XIII. zum Bischof ernannt. 1770 erhielt er von dem polnisch-litauischen König Stanislaus II. August Poniatowski den Sankt-Stanislaus-Orden. Er nahm regelmäßig an den Donnerstagmittagessen am Hof Stanislaus II. August Poniatowskis teil, wo er seine Lyrik vortrug. Louis-François Marteau malte ein Porträt von Szembek, das im Warschauer Königsschloss über dem Eingang in den Marmorsaal angebracht wurde. Ab 1776 nahm er an der Ausarbeitung des Vorschlags für ein einheitliches polnisch-litauisches Zivilgesetzbuch, dem Zamoyski-Kodex, teil. 1782 erhielt er vom König das Patent für die Gründung der Kompania Olkuska, die bei Olkusz Kupferbergbau betrieb. Gleichzeitig wurde er Vorsitzender der Bergbaukommission des Königs. 1783 wurde er mit dem Orden des Weißen Adlers ausgezeichnet und übernahm die Pflichten des Nuntius in Polen-Litauen. 1785 wurde er Bischof von Płock. 1786 war er Senator im Höheren Haus des polnisch-litauischen Sejm. Im Ständigen Rat leitete er das Finanzministerium. Er nahm am Vierjährigen Sejm teil.